# HD 125612 c
HD 125612 c est une exoplanète en orbite autour de l'étoile HD 125612, une naine jaune très semblable au Soleil mais sensiblement plus jeune (peut-être 2,1 milliards d'années) et à métallicité 75 % plus élevée ([Fe/H] = 0.24 ± 0.03) située à environ 172 années-lumière (53 pc) du Système solaire, dans la constellation de la Vierge. Un système planétaire à trois corps a été détecté par la méthode des vitesses radiales autour de cette étoile :
| Planète                          | Masse (MJ) | Demi-grand axe (UA) | Période orbitale (d) | Excentricité |
| -------------------------------- | ---------- | ------------------- | -------------------- | ------------ |
|                                  |            |                     |                      |              |
| HD 125612 c                      | ≥ 0,058    | 0,05                | 4,1547 ± 0,0005      | 0,27 ± 0,12  |
| HD 125612 b                      | ≥ 3,0      | 1,37                | 559,4 ± 1,3          | 0,46 ± 0,01  |
| HD 125612 d                      | ≥ 7,2      | 4,2                 | 3 008 ± 202          | 0,28 ± 0,12  |
|                                  |            |                     |                      |              |
| Système planétaire de HD 125612. |            |                     |                      |              |

HD 125612 c boucle, en un peu plus de quatre jours, une orbite assez excentrique de demi-grand axe 0,052 UA. Avec une masse minimum d'environ 18,3 masses terrestres (0,058 masses joviennes), il ne s'agit sans doute pas d'une planète tellurique mais, plus probablement, d'une planète de type Neptune chaud.